# 柳博米爾·列維茨基
柳博米爾·瓦西廖維奇·列維茨基（羅馬化：Liubomyr Vasyliovych Levytskyi；1980年9月17日—），乌克兰电影导演、编剧和制片人，在2006年製作恐怖电影隧道而闻名。在市場上列維茨基將自己定位為在烏克蘭和美國之間架起橋樑的導演。